# Élection présidentielle ivoirienne de 1985
L'élection présidentielle ivoirienne de 1985 se déroule le 27 octobre 1985.

## Résultats
| Candidats                | Candidats                | Partis                   | Voix      | %      |
| ------------------------ | ------------------------ | ------------------------ | --------- | ------ |
|                          | Félix Houphouët-Boigny   | PDCI                     | 3 516 524 | 100    |
|                          |                          |                          |           |        |
| Total                    | Total                    | Total                    | 3 516 524 | 100    |
| Inscrits / participation | Inscrits / participation | Inscrits / participation | 3 517 259 | ≥99,98 |